# العربي دحو
العربي دحو (من مواليد 9 ديسمبر 1942 بمروانة)، سياسي وأستاذ جامعي، حاصل على دكتوراه الدولة في الأدب العربي المغاربي القديم. كان عضوا في جبهة التحرير الوطني، وكان نائبا في الدائرة الانتخابية الثالثة بولاية باتنة خلال الدورة التشريعية الثالثة (1987-1992).

## مؤلفاته
- أهازيج جزائري عاشق (شعر 1988).
- ذاكرة الظل الممتدة (شعر 1988)
- بعض النماذج الوطنية في الشعر الشعبي الأوراسي خلال الثورة التحريرية (دراسة 1986)
- دراسات وبحوث في الأدب الجزائري (1991)
- ابن الخلوف وديوانه جني الجنتين في مدح خير الفرقتين (1993)
- الشعر المغربي (1994)
- ديوان ربيع عفيف الدين التلمساني الصوفي (1994)
- قراءات في ديوان العرب الجزائري (2006)
- أشعار جزائرية من الديوان الشعبي العام (2006)
- التصوف في الأدب الشعبي الجزائري (مؤلف جماعي 2007)